# Batalla de Maritsa
La batalla de Maritsa o batalla de Chernomen (también conocida como la segunda batalla de Maritsa) (en serbio: Маричка битка; en búlgaro: битка при Черномен) fue un enfrentamiento armado parte de las guerras otomanas en Europa que tuvo lugar en el río Maritsa cerca del pueblo de Chernomen (actual Ormenio en Grecia) el 26 de septiembre de 1371. En ella se enfrentaron las fuerzas del lugarteniente del sultán otomano Murad I llamado Lala Shahin Pasha y los serbios (entre los que se encontraban sus aliados búlgaros) alcanzando el número de setenta mil hombres bajo el mando del rey serbio de Prilep Vukašin Mrnjavčević y su hermano el déspota Jovan Uglješa, sucesores del Imperio serbio de Stefan Uroš IV Dušan Nemanjić, que tenían un reino en el este de Macedonia.
En 1369 los turcos habían tomado Adrianópolis y siguieron avanzando en su conquista de territorio europeo. Pretendieron detener su marcha Vukašin y su hermano. El déspota Uglés quería hacer un ataque sorpresa a los otomanos en su capital, Edirne, mientras que Murad I estaba en Asia Menor. El ejército otomano era mucho menor, pero debido a tácticas superiores (un ataque nocturno sobre el campo aliado), Şâhin Paşa fue capaz de derrotar al ejército cristiano y matar al rey Vukasin y al déspota Uglés. Macedonia y partes de Grecia cayeron bajo poder otomano después de esta batalla.
La batalla formó parte de la campaña otomana para conquistar los Balcanes y vino precedida por la captura otomana de Sozopol y seguida de la captura de las ciudades de Dráma, Kavala y Serres en la moderna Grecia. Los turcos se hicieron con toda Macedonia y a partir de esta época exigieron un tributo o servicio militar al resto de los príncipes serbios. La batalla precedió a la posterior batalla de Kosovo que tuvo lugar en 1389, durante la cual las fuerzas serbias fueron de nuevo aniquiladas, después de lo cual fueron incapaces de recuperarse y caerían bajo control otomano.